# Васан, Анджана
Анджана Васан (англ. Anjana Vasan, род. 31 января 1987 года) — индийско-сингапурская актриса. Родилась в тамильской семье в Индии, сейчас проживает в Великобритании. За свою сценическую работу Васан получила премию Лоуренса Оливье. На телевидении она снимается в ситкоме канала Channel 4 «Мы — Lady Parts» (2021—2024), за который была номинирована на премию Британской академии телевидения. Среди её известных киноработ — «Злобные маленькие письма» (2023).

## Молодость и образование
Васан родилась в Мадрасе (ныне Ченнаи), Индия, в семье тамильских индуистов. Семья переехала в Сингапур, когда ей было четыре года. Она изучала театральное искусство в Национальном университете Сингапура, прежде чем переехать в Великобританию, где в 2012 году получила степень магистра искусств по актёрскому мастерству в Королевском валлийском колледже музыки и драмы (англ. Royal Welsh College of Music & Drama).

## Карьера
В 2011 году Васан дебютировала на телевидении в роли Лорен в двух эпизодах комедийно-драматического сериала «Свежее мясо» на канале Channel 4. После окончания театральной школы в следующем году она сыграла небольшие роли в постановке Национального театра Уэльса «Радикализация Брэдли Мэннинга», постановке Королевской шекспировской компании «Много шума из ничего», а также в «Голгофе» в театре Тристана Бейтса в Лондоне.
Васан сыграла ведьму в «Макбете» Кеннета Браны на Манчестерском международном фестивале и в Нью-Йорке в Park Avenue Armory. В 2015 году она дебютировала в полнометражном кино, сыграв небольшую роль в игровой версии «Золушки».
В 2018 году Васан сыграла Захру Альсаади в ситкоме Channel 4 «Hang Ups» и сыграла роль в фильме-антологии «London Unplugged». Она сыграла Розу в «Summer and Smoke» в Almeida Theatre и Duke of York’s Theatre, что стало ее дебютом в Вест-Энде. Затем последовали роли в Rutherford and Son в National Theatre и A Doll’s House в Lyric Hammersmith, последняя из которых принесла ей номинацию на премию «Evening Standard Theatre Award».
Васан снялась в драматическом фильме 2020 года «Могул Маугли», написанном Ризом Ахмедом (он же сыграл главную роль). Затем она повторила свою роль из короткометражки 2018 года «Lady Parts» в качестве ведущей гитаристки Амины в «We Are Lady Parts» на канале Channel 4 в 2021 году. За свою игру Васан получила номинации на премии British Academy Television Awards, Independent Spirit Awards и Gotham Awards. Она также появилась в фильме Джо Райта «Сирано».
Васан присоединилась к основному составу шпионского триллера BBC «Убивая Еву» в четвертом и последнем сезоне в роли Пэм. Она вернулась на сцену в роли Стеллы Ковальски в лондонской постановке пьесы «Трамвай «Желание»» вместе с Полом Мескалем и Пэтси Ферран. Постановка открылась в театре Almeida в 2022 году и переехала в театр Phoenix в Вест-Энде в 2023 году.
За исполнение роли Стеллы Васан получила премию Лоренса Оливье 2023 года за лучшую женскую роль второго плана.
В 2023 году Васан снялась в эпизоде сериала «Черное зеркало» «Демон 79» в роли Ниды Хак, женщины из Британии 1970-х годов, которая находит талисман. Ранее она уже появлялась в предыдущем эпизоде сериала «Черное зеркало» «Нырок».
Она также снялась в роли констебля Глэдис Мосс в комедийном фильме «Злобные маленькие письма».